# 合通カシロジ
株式会社合通カシロジ（ごうつうカシロジ）は、菓子の共同配送などを行う物流企業。本社は大阪府松原市。
株式会社合通のグループ会社で、菓子類の共同配送を主力としている。2016年9月に株式会社近畿合通より社名を変更し、同月、新たに菓子専用ロジスティクスセンター「カシロジホーム」を開設した。

## 主力事業
- 貨物自動車運送事業
- 自動車運送取扱事業
- 産業廃棄物収集運搬業
- 倉庫業
- 不動産事業
- 保険代理業

　など

## 主要事業所
- 本社 - 大阪府松原市丹南3-2-33
- カシロジホーム - 大阪府松原市大堀1-5-8
- 新潟営業所 - 新潟市東区江南3-5-36
- 園部営業所 - 京都府南丹市園部町千妻マカリ1-1
- 九州支店 - 福岡県福岡市東区箱崎ふ頭5-3-16

## 沿革
- 1960年（昭和35年）- 八尾通運株式会社として設立。
- 1963年（昭和38年）- クダラ合同通運株式会社へ社名変更。
- 1966年（昭和41年）- 大阪合同通運株式会社（現・合通）グループに参画。
- 1978年（昭和53年）- 近畿地区における菓子共同配送事業を開始。
- 1987年（昭和62年）- 松原営業所を新設。
- 1988年（昭和63年）- 近畿合通株式会社に社名変更。
- 1990年（平成2年）- 本社を大阪府松原市に移転。大阪支店を新設。
- 1991年（平成3年）- 菓子共同配送事業・情報システムVer.1.0導入。
- 1992年（平成4年）- 美原支店を開設。
- 1993年（平成5年）- 四国地区における菓子共同配送事業を開始。
- 1994年（平成6年）- 中国地区における菓子共同配送事業を開始。
- 1992年（平成7年）- 大阪支店サブセンターを新設。
- 2002年（平成14年）- 車輛動態管理システムを導入。
- 2004年（平成16年）- ISO9001取得・ISO14001取得。
- 2008年（平成20年）- 菓子共同配送事業、情報システムVer.2.0を導入。
- 2010年（平成22年）- 新潟営業所・園部営業所を開設。
- 2011年（平成23年）- 九州合通株式会社を吸収合併し、九州支店を開設。
- 2016年（平成28年）- 株式会社合通カシロジに社名変更。大阪府松原市に「カシロジホーム」開設、菓子共同配送事業情報システムVer.3.0を導入。

## 主要グループ会社
- 株式会社合通ロジ
- 株式会社合通ジェイトラ - 北海道合通株式会社と東京合通株式会社が合併して発足。
- 東日本合通株式会社
- 大阪合通株式会社
- 合通システム株式会社
- 大阪合同交通株式会社
- 株式会社メカニック合通
- 大阪北合同運送株式会社
- 株式会社ジーウエスト
- 株式会社合通トラスコ
- 近畿特輸株式会社
- アスカリソースソリューション株式会社
- 株式会社ハコビーヤ
- 近畿商事株式会社
- 合通プラス株式会社